# Борбе око Београда (1914)
Београд и Србија су се налазиле на југоисточној граници Аустроугарске, и тиме су представљале препреку Аустроугарској и њеној политици, која је тежила напредовању према Солуну и Цариграду. Самим чином пресецања правца тог напредовања Србија је постала стратешки циљ. С друге стране, положај Београда као престонице га је чинила стратешким циљем и као таквим веома рањивим, јер је био и истурен, и након његовог освајања би био отворен пут за освајање централне Србије.

## Увод у конфликт
Никола Пашић је 25. јула 1914. предао одговор аустроугарском посланику на ултиматум из Беча, којим је српска влада одбила одређене тачке тог ултиматума. Након тога, српска влада се са свим министарствима и трезорима Народне банке сели у Ниш, а Врховна команда у Крагујевац. Напустила се и идеја одбране Београда, и зато се из града повлаче све регуларне војне јединице.
По ратном плану који су још 1908. саставили Живојин Мишић и Радомир Путник, већина главних снага би се налазиле у унутрашњости земље. Београд се не би бранио иза градских зидина, како се раније чинило, већ на широком и дубоком фронту. Фронт би се протезао од Винче до Остружнице, а фронтовске стране би се налазиле дуж Саве и Дунава. Гледано по дубини главно упориште било би на Торлаку. Овако формиран фронт са Београдом у његовом централном делу би омогућио маневарску одбрану.

## Прве борбе
Први напади аустроугарске на Београд су отпочеле 28. јула када је и објављен рат. Ти напади требало је да демонстрирају силу и да задрже што веће снаге у Београду да би тиме главнина аустроугарских снага која би ушла преко Дрине наишла на што мањи отпор. Град је бомбардован од стране аустроугарске артиљерије са леве обале Саве, са Бежанијске косе и са монитора на Сави. Услед бомбардовања, већи део становништва је напустило град.
Стари железнички мост је срушен 29. јула 1914. око 1 и 30.
За време Церске операције, која је трајала од 12. до 24. августа, Београд је био уништаван од стране артиљеријских јединица друге аустроугарске армије која се налазила у Земуну.

## Повлачење војске из Београда
Аустроугарске трупе су 8. септембра започеле нову офанзиву преко Дрине и Врховна команда је била принуђена да Прву армију пребаци из Срема на Дрину, а јединице које су учествовале у одбрани Београда на положаје уз Саву. Повлачење које је претходило Колубарској бици, користио је непријатељ да непрекидно бомбардује Београд. Прва армија је због притиска непријатеља морала да се повуче са положаја Проструга-Рајац-Сувобор. Због те одлуке, војвода Путник је био приморан да напреди повлачење Друге и Треће армије са положаја на Колубари, на нове положаје у унутрашњости земље. Због одлуке о скраћењу фронта, донета је одлука да се Београд напусти.
Повлачење јединица које су учествовале у одбрани Београда почело је ујутру 30. новембра. Том приликом су уништени сви прелази, мостови и вијадукти на путевима и железничким пругама. Аустроугарске трупе су без отпора ушле у Београд 2. децембра.

## Ослобађање Београда
Прва окупација Београда је трајала кратко, и то између 2. и 15. децембра 1914. године. Београд је ослобођен у завршној фази Колубарске битке која је названа Београдска операција. Непријатељ је поражен већ 13. децембра од стране јединица које су чиниле одбрану Београда, уз помоћ делова Друге армије. Тиме је отворен пут за улазак Друге и Треће армије у Београд.